# マイケル・ストヤノフ
マイケル・ストヤノフ（Michael Stoyanov, 1970年12月14日 - ）は、アメリカ合衆国出身の俳優である。

## 人物
イリノイ州シカゴに生まれ育ち、コメディ劇団セカンド・シティに参加したこともある。
シチュエーション・コメディドラマ『ブロッサム』にアンソニー役として出ていたが、『レイト・ナイト・ウィズ・コナン・オブライエン』に放送作家として参加するために降板した。後にストヤノフはこの降板について後悔していると語っており、実際『レイト・ナイト・ウィズ・コナン・オブライエン』での参加期間は1年足らずだった。
『レイト・ナイト・ウィズ・コナン・オブライエン』以外に放送作家として参加した作品には『マッドTV!』などが挙げられる。

## 出演作品

### テレビ
- CSI:12科学捜査班
- 名探偵モンク
- THE MENTALIST　メンタリストの捜査ファイル
- ブロッサム（アンソニー）
- タイムマシーンにお願い

### 映画
- ダークナイト（ドーピー）
- テロリスト・タワー
- ミュータント・フリークス